# Kawambwa (Sambia)
Kawambwa ist eine Stadt mit 31.161 Einwohnern (2022) in der Provinz Luapula in Sambia. Sie liegt etwa 1330 Meter über dem Meeresspiegel und ist Sitz der Verwaltung des gleichnamigen Distrikts.  Bei der Stadt liegt das Quellgebiet des Ngona, eines Nebenflusses des Luapula.

## Wirtschaft
Kawambwa liegt über den fruchtbaren Marschen und Auen des Luapula kurz vor seiner Mündung in den Mwerusee. 

## Soziales
In der Nähe gibt es Teeplantagen, die 2001 privatisiert wurden, sie werden nun von einem indischen Konsortium betrieben. Die Times of Zambia beklagte September 2006 „sklavenähnliche Arbeitsbedingungen“ bei der Kawambwa Tea Company.

## Infrastruktur
Kawamba hat Grund- und Sekundarschulen mit Internat, ein 1500 Meter langes Flugfeld aus Schotter und ein medizinisches Zentrum.

## Tourismus
Neun Kilometer abseits der Straße von Kawambwa nach Mporokoso liegen am Fluss Kalungwishi die Lumangwe-Fälle und etwas weiter flussabwärts die mehrstufigen Kabwelumafälle. Die Lumangwe-Fälle sind über eine unbefestigte Piste recht gut zu erreichen, dort gibt es eine Touristen-Lodge. Die Flussufer sind mit regenwaldartiger Vegetation bedeckt. Die Kabweluma-Fälle sind schwieriger (schlechte Piste, ca. 1 km Fußmarsch) zu erreichen.